# Битка за Негуш
Вижте пояснителната страница за други значения на Битка за Негуш.
Битката за Негуш (на гръцки: Μάχη της Νάουσα) е сражение от Гръцката гражданска война в периода 11 – 14 януари 1949 година, след което силите на Демократичната армия на Гърция (ДАГ) превземат отбранявания от правителствените войски на Гърция южномакедонски град Негуш (Науса). Битката е сред най-големите успехи на ДАГ във войната.

## Предистория
На 22/23 декември 1948 година 18-а бригада на ДАГ, командвана от Пандо Войнов влиза и успешно се оттегля от Негуш. В същия ден 18-а и 103-та бригада на ДАГ правят неуспешен опит да овладеят Воден (Едеса), а на 28/29 декември 1948 година също неуспешен опит да овладеят Съботско (Аридеа). На 8 януари 1949 година американският генерал Джеймс Ван Флийт и командирът на 3-ти армейски корпус, генерал-лейтенант Теодорос Григоропулос посещават Негуш, за да повишат бойния дух на правителствените сили.

## Подготовка
Между 8 и 11 януари 10-а дивизия на ДАГ с командващ генерал Никос Теохаропулос и политически комисар Никос Белоянис, състояща се от 18-а, 14-а и 103-та бригада, с обща численост от 2438 бойци, обгражда Негуш. 18-а бригада, командвана от полковник Пандо Войнов, е разположена зад хълма Свети Илия (Ай Лия), западно от Негуш, близо до гробищата. 103-та се приближава до хълма Свети Йоан Предтеча (Теологос) южно от града. Един отряд се доближава до хълма Кукули северно от града, а други части на ДАГ покриват проходите от Бер (Верия) и Въртокоп (Скидра) до Негуш, за да спрат подкрепленията на правителстваната армия.
На 10 януари и на следната нощ на 11 януари, в която е нападнат Негуш, части на ДАГ нападат симулативно Воден като изстрелват с три оръдия 400 изстрела срещу града.

## Сражение
Атаката срещу града започва в 11:15 на 11 януари като батальон от 18-а бригада на ДАГ успява да пробие загражденията с бодлива тел близо до хълма Свети Илия и така отваря пътя към града. 103-та бригада овладява хълма Йоан Предтеча, основната стратегическа позиция на правителствената армия. Кукули на север не е охраняван и е овладян без съпротива. Бойци на ДАГ проникват в града и предотвратяват изпращането на подкрепления и боеприпаси на бранителите и в 4:30 сутринта пада Свети Илия.
Градът е бомбардиран от правителствената авиация, която извършва 50 атаки над него. Правителствените части не могат да използват добре бронираните си машини и на сутринта те – армия, жандармерия и паравоенните Отряди на прокуратурата и Селските охранителни отряди, са притиснати в сградите на Гара Негуш, на водопровода, гимназията, болницата, Ланаревата фабрика, полицията и богаташките вилите. На обед пада добре укрепената болница, и следобед се съпротивлява само Ланаревата фабрика, където е щабът на 33-та бригада. На 13 януари към 17:00 часа висшите офицери от правителствената армия, сред които и командирът на 33-та бригада Кацуридис, бягат от Негуш, към 19:30 фабриката е запалена и градът е окончателно овладян от ДАГ.
Правителствени части настъпват от юг от Бер и от север от Въртокоп, но са спрени с тежки сражения при Даламари на юг и Краста на север и проходите остават затворени до отгелянето на ДАГ от Негуш на 14 януари. В нощта на 12/13 януари и на следната 13/14 януари са проведени подвеждащи атаки срещу Владово (Аграс) и Мухарем хан.
В града войниците на ДАГ запалзат всички книжа на банките.
На 14 януари, в 18:00 часа силите на ДАГ започват да се изтеглят от града.

## Резултати
Правителствените сили дават 500 убити, 700 ранени и 300 пленени бойци. Свалени са 2 самолета. ДАГ залавя и 4 обикновени оръдия с 3000 снаряда, 7 верижни танка, 21 превозвача, 210 камиона и 5 джипа, 27 мотоциклета, 1 минохвъргачка с 250 снаряда, 5 групови минохвъргачки с 2000 снаряда, 9 канадски минохвъргачки с 30010 снаряда, 15 картечници „Викърс“, 110 картечници „Брен“, 550 пушки, 70 полуавтоматични оръжия и около 2 000 000 патрона.
НА 12 февруари 1949 година силите на ДАГ правят неуспешен опит да овладеят Лерин (Флорина).